# Kurt Jäckel (Künstler)
Kurt Jäckel (* 1. Mai 1883 in Frankfurt am Main; † 1966 in Wiesbaden) war ein deutscher Historien- und Landschaftsmaler, Graphiker, Illustrator und Holzschneider.

## Ausbildung und künstlerische Laufbahn
Jäckel studierte am Städelschen Kunstinstitut in Frankfurt am Main und an der Kasseler Kunstakademie. In Frankfurt war er Meisterschüler bei Wilhelm Amandus Beer, durch den er Kontakt zum Umkreis der Kronberger Malerkolonie erhielt. Er bereiste Italien, Frankreich, England und die Niederlande. Später ließ er sich in Wiesbaden nieder. Eine gewisse Bekanntheit erlangte Jäckel durch seine von 1917 bis 1923 gefertigten spätexpressionistischen Holzschnitte zum Thema „Offenbarung“.

## Bekannte Werke
- In der Reformations-Gedächtnishalle in Schmalkalden: Luther und Landgraf von Hessen;
- im Landratsamt Schmalkalden: Heilige Elisabeth.
- Mappenwerk: Holzschnitte (Fedor Willich, Schmalkalden 1921).